# F. Hugh Herbert
Pour les articles homonymes, voir Herbert.
F. Hugh Herbert est un scénariste, réalisateur, producteur, compositeur et acteur américain né le 29 mai 1897 à Vienne (Autriche), mort le 17 mai 1958 à Beverly Hills (États-Unis).

## Filmographie

### comme scénariste
- 1926 : Maître Nicole et son fiancé (The Waning Sex) de Robert Z. Leonard
- 1927 : The Demi-Bride de Robert Z. Leonard
- 1927 : Adam and Evil
- 1927 : Tea for Three
- 1928 : Mind Your Business
- 1928 : Mon bébé (Baby Mine) de Robert Z. Leonard
- 1928 : Miss Information
- 1928 : Beau Broadway
- 1928 : The Cardboard Lover de Robert Z. Leonard
- 1928 : The Baby Cyclone
- 1928 : Les Rois de l'air (The Air Circus) de Howard Hawks
- 1929 : Le Martyr imaginaire (A Single Man) de Harry Beaumont
- 1929 : Voisins ennemis (Noisy Neighbors) de Charles Reisner
- 1930 : Second Wife
- 1930 : Vengeance
- 1930 : He Knew Women
- 1930 : La Bande fantôme (Remote Control)
- 1931 : The Sin Ship
- 1931 : Le Reportage tragique (X Marks the Spot) d'Erle C. Kenton
- 1932 : Hotel Continental
- 1932 : Vanity Fair de Chester M. Franklin
- 1932 : The Stoker (en)
- 1932 : Those We Love (en)
- 1932 : A Parisian Romance (en) de Chester M. Franklin
- 1932 : The Penal Code
- 1933 : Daring Daughters
- 1933 : One Year Later
- 1933 : Court-circuit (By Candlelight)
- 1934 : Les Pirates de la mode (Fashions of 1934)
- 1934 : Journal of a Crime
- 1934 : The Personality Kid (en)
- 1934 : The Dragon Murder Case (en)
- 1934 : Mariage secret (The Secret Bride) de William Dieterle
- 1935 : Femmes d'affaires (Traveling Saleslady) de Ray Enright
- 1935 : We're in the Money
- 1935 : Personal Maid's Secret
- 1935 : La Veuve de Monte-Carlo (The Widow from Monte Carlo)
- 1936 : Colleen
- 1936 : Snowed Under
- 1936 : The Case of the Black Cat (en) d'Alan Crosland
- 1937 : As Good as Married
- 1938 : The Road to Reno
- 1940 : Forgotten Girls
- 1940 : L'Escadron noir (Dark Command)
- 1940 : Women in War
- 1940 : Les Déracinés (Three Faces West)
- 1940 : Hit Parade of 1941
- 1941 : West Point Widow, de Robert Siodmak
- 1941 : Curs printaniers (Glamour Boy) de Ralph Murphy
- 1942 : Le meurtrier s'est échappé (Fly-by-Night) de Robert Siodmak
- 1942 : Ton cœur est mon cœur (My Heart Belongs to Daddy) de Robert Siodmak
- 1944 : Coup de foudre (Together Again)
- 1945 : Men in Her Diary
- 1946 : Maman déteste la police (Home Sweet Homicide) de Lloyd Bacon
- 1946 : Margie
- 1948 : Bonne à tout faire (Sitting Pretty)
- 1948 : Bagarre pour une blonde (Scudda Hoo! Scudda Hay!)
- 1950 : Celle de nulle part
- 1951 : Chéri, divorçons (Let's Make It Legal)
- 1953 : The Girls of Pleasure Island
- 1953 : La Vierge sur le toit (Die Jungfrau auf dem Dach) (version allemande de La Lune était bleue, 1953)
- 1953 : La Lune était bleue (The Moon Is Blue)
- 1957 : La Petite Hutte (The Little Hut)

### comme réalisateur
- 1930 : He Knew Women
- 1948 : Bagarre pour une blonde (Scudda Hoo! Scudda Hay!)
- 1953 : The Girls of Pleasure Island

### comme producteur
- 1957 : La Petite hutte (The Little Hut)

### comme compositeur
- 1953 : Take Me to Town

### comme acteur
- 1928 : Mind Your Business